# Garganta de Alardos
Garganta de Alardos är ett vattendrag i Spanien. Det ligger i den centrala delen av landet, 140 km väster om huvudstaden Madrid.